# Cacosterninae
Cacosterninae – podrodzina płazów bezogonowych z rodziny Pyxicephalidae. 

## Zasięg występowania
Podrodzina obejmuje gatunki występujące w Czarnej Afryce.

## Podział systematyczny
Do podrodziny należą następujące rodzaje:
- Amietia Dubois, 1987
- Anhydrophryne Hewitt, 1919
- Arthroleptella Hewitt, 1926
- Cacosternum Boulenger, 1887
- Microbatrachella Hewitt, 1926 – jedynym przedstawicielem jest Microbatrachella capensis (Boulenger, 1910)
- Natalobatrachus Hewitt & Methuen, 1912 – jedynym przedstawicielem jest Natalobatrachus bonebergi Hewitt & Methuen, 1912
- Nothophryne Poynton, 1963
- Poyntonia Channing & Boycott, 1989 – jedynym przedstawicielem jest Poyntonia paludicola Channing & Boycott, 1989
- Strongylopus Tschudi, 1838
- Tomopterna A.M.C. Duméril & Bibron, 1841